# Jack Doyle
John Glenn Doyle (* 5. Mai 1990 in Indianapolis, Indiana) ist ein ehemaliger US-amerikanischer American-Football-Spieler auf der Position des Tight Ends. Er spielte für die Indianapolis Colts in der National Football League (NFL).

## College
Doyle besuchte die Western Kentucky University und spielte für deren Mannschaft, die Hilltoppers, als Tight End erfolgreich College Football. Zwischen 2009 und 2012 bestritt er insgesamt 42 Partien, in denen er Pässe für 1769 Yards fangen und 8 Touchdowns erzielen konnte.

## NFL

### Tennessee Titans
Doyle fand beim NFL Draft 2013 keine Berücksichtigung, wurde aber danach von den Tennessee Titans als Free Agent verpflichtet. Er machte die gesamte Vorbereitung mit, schaffte es aber nicht in den aktiven Kader und wurde kurz vor Beginn der Regular Season entlassen.

### Indianapolis Colts
Eigentlich für den Practice Squad der Titans vorgesehen, wurde er allerdings von den Indianapolis Colts unter Vertrag genommen.
Bereits in seiner Rookie-Saison kam Doyle in 15 Spielen zum Einsatz, vier Mal sogar als Starter.
Obwohl er 2014 vor allem als Blocker eingesetzt wurde, konnte er seine ersten beiden Touchdowns als Profi erzielen. Auch 2015 und 2016 erwies er sich als verlässlicher Tight End und lief in allen Parien auf, So erhielt er im März 2017 einen neuen Dreijahresvertrag in der Höhe von 19 Millionen US-Dollar. Er lohnt es dem Team mit konstant guten Leistungen, wofür er auch erstmals in den Pro Bowl berufen wurde.
2018 konnte er verletzungsbedingt nur 6 Partien bestreiten, 2019 wieder fit, erbrachte er wie gewohnt seine konstant guten Leistungen. Die Colts verlängerten seinen Vertrag vorzeitig und Doyle wurde neuerlich in den Pro Bowl gewählt.
Am 7. März 2022 verkündete er sein Karriereende.